# Catedral de San Gerlando (Agrigento)
La Catedral de San Gerlando o simplemente Catedral de Agrigento (en italiano: Cattedrale di S. Gerlando) Es una catedral católica de rito romano en Agrigento, Sicilia, al sur del país europeo de Italia que esta dedicada a San Gerlando.  Fundada en el siglo XI, fue consagrada en 1099 como la sede del obispo restaurado de Agrigento. La diócesis fue elevada al estatus de archidiócesis en el año 2000, y la catedral es ahora la sede del arzobispo de Agrigento.
En diciembre de 1951, el Papa Pío XII le otorgó adicionalmente la dignidad de basílica menor. En 1966 Un nuevo deslizamiento de tierra entre el 19 y 20 de julio pone en peligro las estructuras religiosas incluyendo la catedral.
Para 2014, el lugar de culto se vuelve a abrir para el uso religioso y turístico.

## Véase también

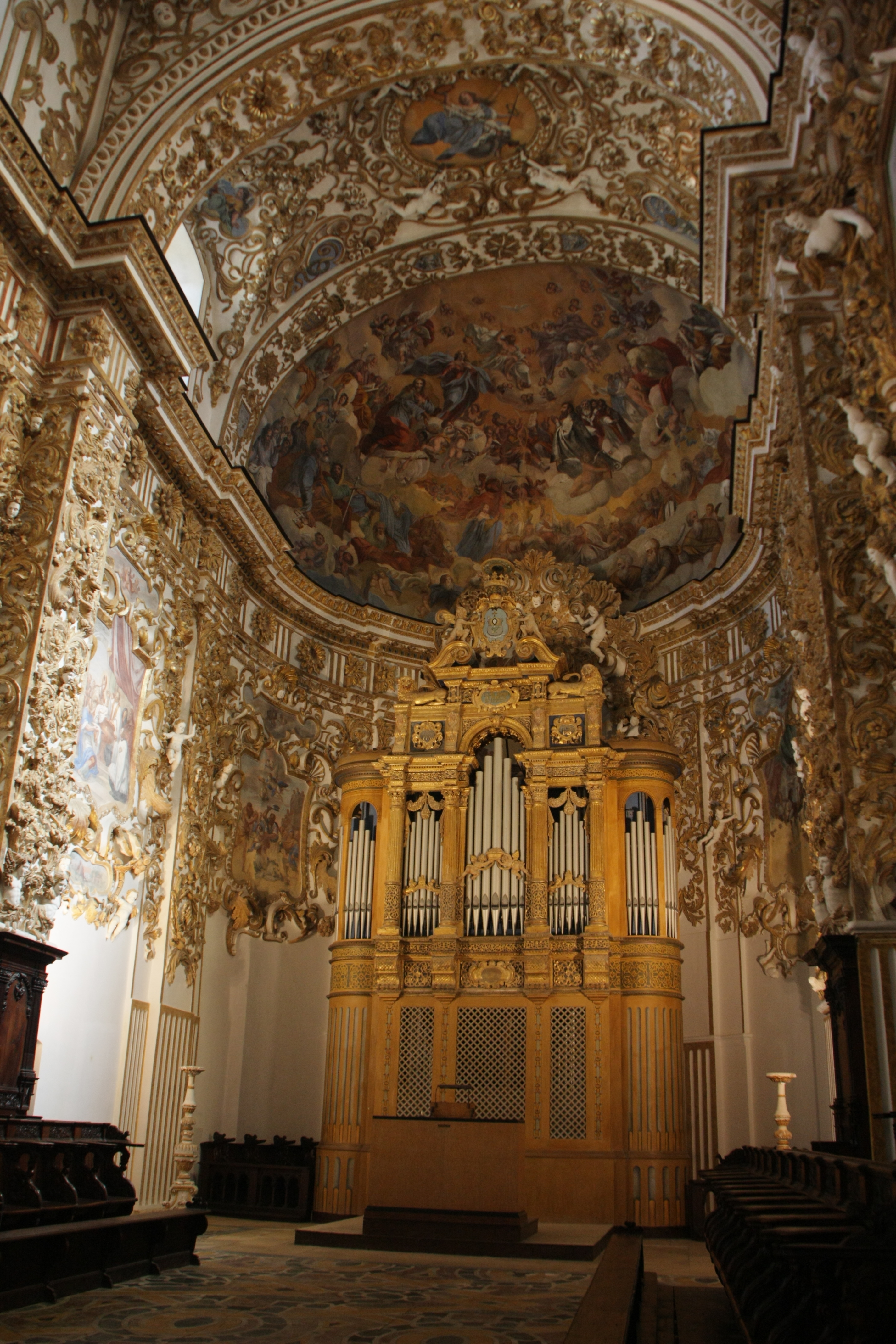
Vista interna